# William R. Perl
William R. Perl (* 21. September 1906 in Prag, Österreich-Ungarn; † 1. Dezember 1998 in Beltsville (Maryland)) war ein österreichischer Rechtsanwalt, US-amerikanischer Geschäftsmann, Offizier in der U.S. Army, Psychologe, jüdisch-zionistischer Aktivist und Retter tausender Juden in der Zeit des Nationalsozialismus.

## Leben
Der Sohn eines Textilkaufmanns studierte an der Universität Wien Rechtswissenschaften und auf der Hochschule für Welthandel und praktizierte in Wien als Rechtsanwalt. Bereits als Mittelschüler hatte er sich der zionistischen Mittelschülerverbindung „Emunah“ Wien angeschlossen, während des Studiums trat er der Jüdisch-Akademischen Verbindung „Ivria“ bei.
In den 1930er Jahren war er aktiv in der militanten revisionistisch-zionistischen Bewegung von Wladimir Zeev Jabotinsky. Ein Jahr vor dem Anschluss Österreichs (1938) begann er mit der Organisation einer Rettungsaktion von Juden nach Palästina. Aus Rumänien, Griechenland, Jugoslawien und anderen südeuropäischen Ländern evakuierte er mit heruntergekommenen Frachtern und Segelbooten nach seiner Schätzung über 40.000 Juden. Sein Cousin Franz Gross war sein Verbindungsmann in Prag.
Den noch unbekannten Untersturmführer Adolf Eichmann, der ihn mit der Drohung einer Pistole im Rücken nach dem Aufenthaltsort eines flüchtigen Juden gefragt hatte, versuchte er vergeblich für seinen Rettungsplan Wiener Juden zu interessieren. Eichmann meinte jedoch, die Juden würden atomisiert und man wolle in Israel keine „Verbrecherzentrale“. Darauf reiste Perl mit Mosche Krivoshein (Galili) nach Berlin, wo sie sich am Finanzministerium als offizielle Vertreter einer Aktion zur „Entjudung“ Wiens ausgaben. Sie erreichten eine Devisen-Anweisung an die Wiener Nationalbank für den Umtausch deutscher Reichsmark in britische Pfund, um Schiffe kaufen und griechische Seeleute bestechen zu können. Af-Al-Pi (trotz allem) war der Deckname der Aktion. Da sich für die erste Fahrt in Wien kaum Passagiere fanden, mussten zunächst osteuropäische Betar-Mitglieder rekrutiert werden. Später empfand Perl als schmerzhaftesten Teil seiner Arbeit, die gesündesten zu Evakuierenden für die knappe Zahl der Plätze auszuwählen.
1940 wurde Perl in Griechenland verhaftet. Wie er glaubte, waren es die Briten, die ihn mit einem Zug nach Berlin sandten. Mit einem aufgeschnittenen Handgelenk konnte er kurz vor der jugoslawischen Grenze einen Suizid vortäuschen und wurde zurückgesandt, wobei ihm die Flucht gelang. Über Portugal entkam er nach Mosambik, wo er 1941 ein Visum für die Vereinigten Staaten erhielt. Bis August 1944 konnte seine Organisation noch einige Seerettungsaktionen ausführen.
Kurz nach dem Angriff auf Pearl Harbor im Dezember 1941 trat er in die US-Armee ein und diente in Europa als Oberstleutnant im Heeresnachrichtendienst. Nach der Kapitulation wechselte er ins Kriegsverbrechertribunal. Die Alliierten brauchten für die Verhöre eine Vielzahl Deutschsprachiger und griffen dabei auf jüdische Flüchtlinge zurück. Perl wurde unter Burton F. Ellis Chefvernehmer von SS-Leuten beim Malmedy-Prozess. Mit Raphael Shumacker, Robert E. Byrne, Morris Ellowitz, Harry Thon und Joseph Kirschbaum wurde er später wegen Folter bei Verhören kritisiert.
Seine Ehefrau Lore, geb. Rollig aus Wien (* 15. März 1913; † 15. Januar 2010 in Beltsville), die kurz vor ihrer Hochzeit im April 1938 heimlich vom römischen Katholizismus zum Judentum konvertiert war, war für den Versuch, einen jüdischen Nachbarn zu verstecken 1942–1944 im KZ Ravensbrück inhaftiert. Das Paar hatte zwei Söhne. Zum Kriegsende waren sie in Wien wieder vereint.
Nach dem Krieg erwarb William an der Columbia University einen Doktortitel in klinischer Psychologie und diente dann in München in der US-Armee als psychologischer Berater für Soldaten. Nachdem er 1958 seinen Militärdienst quittiert hatte, wurde er Psychologe am Sozialamt im District of Columbia, lehrte an der George Washington University und unterhielt eine private Praxis.
Er wurde Funktionär der militanten Jewish Defense League in Washington, D.C. Die israelische Regierung lud ihn 1961 als Beobachter zum Eichmann-Prozess ein.
In den frühen 1970ern organisierte Perl Proteste gegen die Verfolgung von Juden in der Sowjetunion. Diese Aktivitäten führten zu seiner Verhaftung sowie Verurteilung durch ein Bundesgericht im November 1976.
Seine Witwe vermachte seine Korrespondenz der Gelman Library an der George Washington University.

## Veröffentlichungen
- Besuch in Wien : Ein Brief von Lt. William R. Perl; In: Aufbau, Jg. 11. 1945, Nr. 31 (3. August 1945)
- The Four-front War: From the Holocaust to the Promised Land; 1979
- Perl, William R., in: Werner Röder, Herbert A. Strauss (Hrsg.): Biographisches Handbuch der deutschsprachigen Emigration nach 1933. Band 1: Politik, Wirtschaft, Öffentliches Leben. München : Saur, 1980, S. 553
- Operation Action: Rescue from the Holocaust. F. Ungar Publishing Company, New York 1983.
- The Holocaust Conspiracy: An International Policy of Genocide. Shapolsky Publishers, New York 1989.